# 木洞野球場
木洞野球場（モクトンやきゅうじょう、목동야구장）は、韓国のソウル特別市にある野球場。

## 概要
1989年に開場、2007年まではアマチュア野球の専用球場として、主に社会人の同好会中心の野球大会に使用されており、プロ野球の開催実績はなかった。2007年開幕前、現代ユニコーンズの農協中央会への身売り話が持ち上がった際はこの球場が新球団の本拠地球場有力候補となった。ただし、プロ野球の本拠地球場として使用するにはロッカーなどの設備が不十分だったため、もしプロ野球の本拠地球場として使用する場合、大幅な改修が必要であった。しかも、球場建設の経験のない住宅建設会社が設計、施工を担ったため、日中は日差しがプレイに支障をもたらす難点があって、プロの本拠地としては相応しくないという見解が一般的であった。
それに、東大門野球場の閉鎖と撤去に伴い、これまで同球場で行われたアマ球界の大会のほとんどをこの球場に移して開催することになるにつれ、プロのチームが本拠地として定めると日程の調整の難しさを極めるのは目に見えるほど確かであるため、当分の間プロ球団の本拠地としてプロ野球の試合を開催することは難しいと思われていた。しかし、センテニアル・インベストメントがこの球場の本拠地使用を球団創設の前提に強く主張したため、アマチュア野球の大会と2008年から韓国プロ野球に参入したネクセン・ヒーローズの試合の両方を開催するようになった。
東大門野球場の撤去と同時に、当球場はソウル市が53億ウォンをかけて改修に着手して、人工芝と客席の張り替えなどがなされた。
3月のオープン戦からプロ野球の試合が行われ始めたが、懸念したとおり、2008年シーズン途中の4月にヒーローズ主催のプロ野球試合と大韓野球協会主催の大統領杯全国高校野球大会、5月に青竜旗全国高校野球大会の日程が衝突してしまった。これは、韓国野球委員会が日程を発表した時、まだ解散されていなかった現代ユニコーンズの水原球場での主催試合の日程をそのままヒーローズの日程に当てはめたためである。このため、ヒーローズの2008年の主催試合は、黄金獅子旗大会の時期は対戦相手の本拠地に試合会場を変更し、大統領杯と青龍旗大会の時期は急遽済州に移して行った。8月に行われる鳳凰大旗大会は、韓国プロ野球リーグ全体が8月下旬までオリンピック休みに入ったため日程の衝突はなくなった。しかし、鳳凰大旗大会は現代ユニコーンズが去った後、空いていた水原球場で開催された。2009年は高校野球大会の日程と調整して試合日程を作成した。
周囲はアイスホッケー用のリンクや、リトルリーグ規格の野球場（かつては陸上競技場）などがある総合運動場となっている。この球場でホームのネクセン・ヒーローズが3塁側を使用し、ビジターチームが1塁側を使用する。
2016年以降、ネクセンヒーローズが韓国初のドーム型野球場・高尺スカイドーム(ソウル特別市九老区)を本拠地としたため、アマチュア野球中心の球場となる。高校野球の主要大会の一部の試合は高尺スカイドームで実施されている。なお、ネクセンの二軍主催試合（韓国プロ野球フューチャーズリーグ）、2018年に発足したコリアドリームリーグの試合が開催されることもある。

## 特徴
外野フェンスのすぐ向こう側に自動車専用道路が走るため、外野席がポール際付近のわずかな席を除くとほとんどない。このため、ホームラン打球が道路上の自動車を襲うのを遮るため外野フェンスに沿って高いネットが設置されているのが特徴。外野フェンスと自動車道の間にはブルペンが設置されている。グラウンドは、内野に土、外野に天然芝だったが、改修の際ロングパイル人工芝に張り替えられた。
球場の改修およびウリ・ヒーローズの使用が急に決定されたため、観戦に来た観客のための施設の拡充までは手が届かない状態でプロ野球の試合を開催した。また周囲には飲食店やその他の商店が少ない。球場内の通路には飲食物などの売店の他に、ヒーローズの野球グッズショップもあった。

## 交通機関
- ソウル交通公社5号線・梧木橋駅下車3番出口徒歩7分。